# Водяне пожежогасіння
Водяне пожежогасіння  -

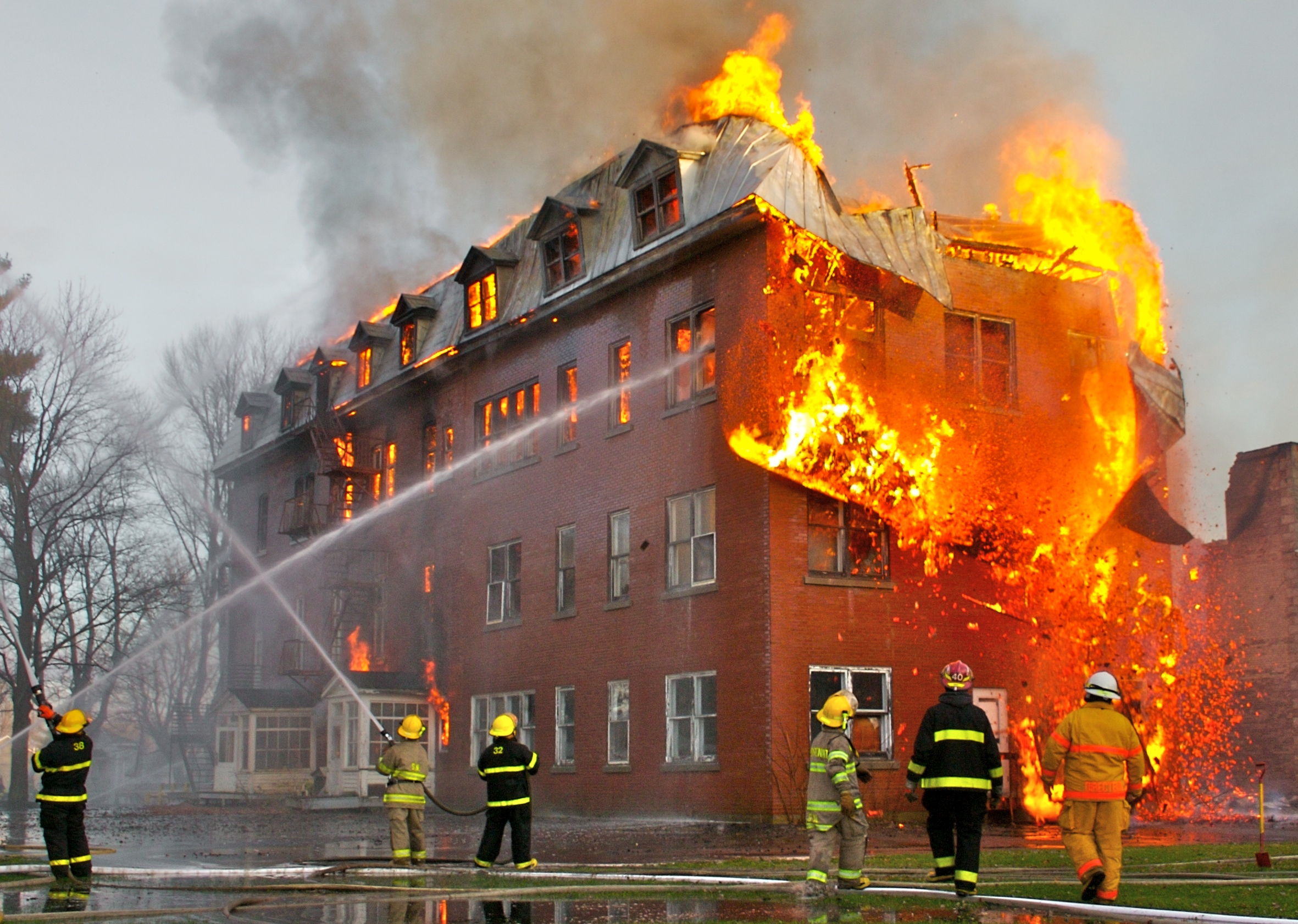
Пожежники використовують водяне пожежогасіння

це найбільш поширений спосіб гасіння, він полягає у використанні води, яку використовують для ліквідації пожеж, наприклад спортивно-розважальних комплексів, торговельно-виставкових споруд, промислових підприємств, складських комплексів та інших об'єктів
.
Вода це найдавніший спосіб гасіння пожеж. З давніх-давен вода була основним засобом пожежогасіння. Вода в ході боротьби з пожежею є безпечною для людей, що знаходяться в приміщеннях, вона легко доступна, її запаси легко відновити з мережі зовнішнього водопостачання чи пожежних резервуарів. Важливим моментом є те, що для розгортання системи не потрібні додаткові витрати на придбання таких вогнегасних речовин, як гази або порошки. Тому за статистикою, більшість всіх автоматичних пристроїв пожежогасіння в Україні реалізовані на основі водяних систем, які в більшості випадків успішно справляються з вогнем на початковій стадії за умови належного регулярного обслуговування та дбайливої експлуатації обладнання
.
Водяні системи пожежогасіння поділяються на спринклерні і дренчерні. 
Дренчерний зрошувач (від англ. Drench - зрошувати) це зрошувач (розпилювач) із відкритим вихідним розпилювачем для систем автоматизованого пожежогасіння. Дренчерні системи запускаються в роботу при надходженні електронного сигналу від зовнішніх пристроїв фіксації загоряння, тобто датчиків технологічного обладнання, чи пожежних сповіщувачів, а також від сполучних систем, наприклад сполучних систем трубопроводів, заповнених вогнегасною речовиною чи тросів із тепловими замками, що призначені для автоматичного, і в той же час дистанційного включення в роботу дренчерних установок.
Спринклерний зрошувач це складова системи первинного пожежогасіння,  головка зрошення, вмонтована у спринклерну установку. Отвори спринклера закриті заглушками з легкоплавкого складу, такі склади розраховані на температури 72, 93, 112, 141 або 182 ° С. При виникненні пожежі ці отвори самі відтинаються і починають зрошувати площу пожежі. Недоліком такої системи є порівняно значна затримка спрацювання, головки спринклера розкриваються приблизно через 2 або 3 хвилини після підвищення температури.
Водяне пожежогасіння використовують, як правило, для протипожежного захисту приміщень та територій з підвищеною небезпекою виникнення пожежі, коли ефективне пожежогасіння може бути досягнуто лише у випадку одночасного зрошення суцільної площі, яка захищається від пожежі, наприклад для зрошення вертикальних поверхонь (протипожежних завіс в театрах, технологічних апаратів, резервуарів з нафтопродуктами і т. д.) та створення суцільних водяних завіс, наприклад захисту отворів в спецобладнанні (або спецприміщеннях).